# Leone del castello di Gripsholm

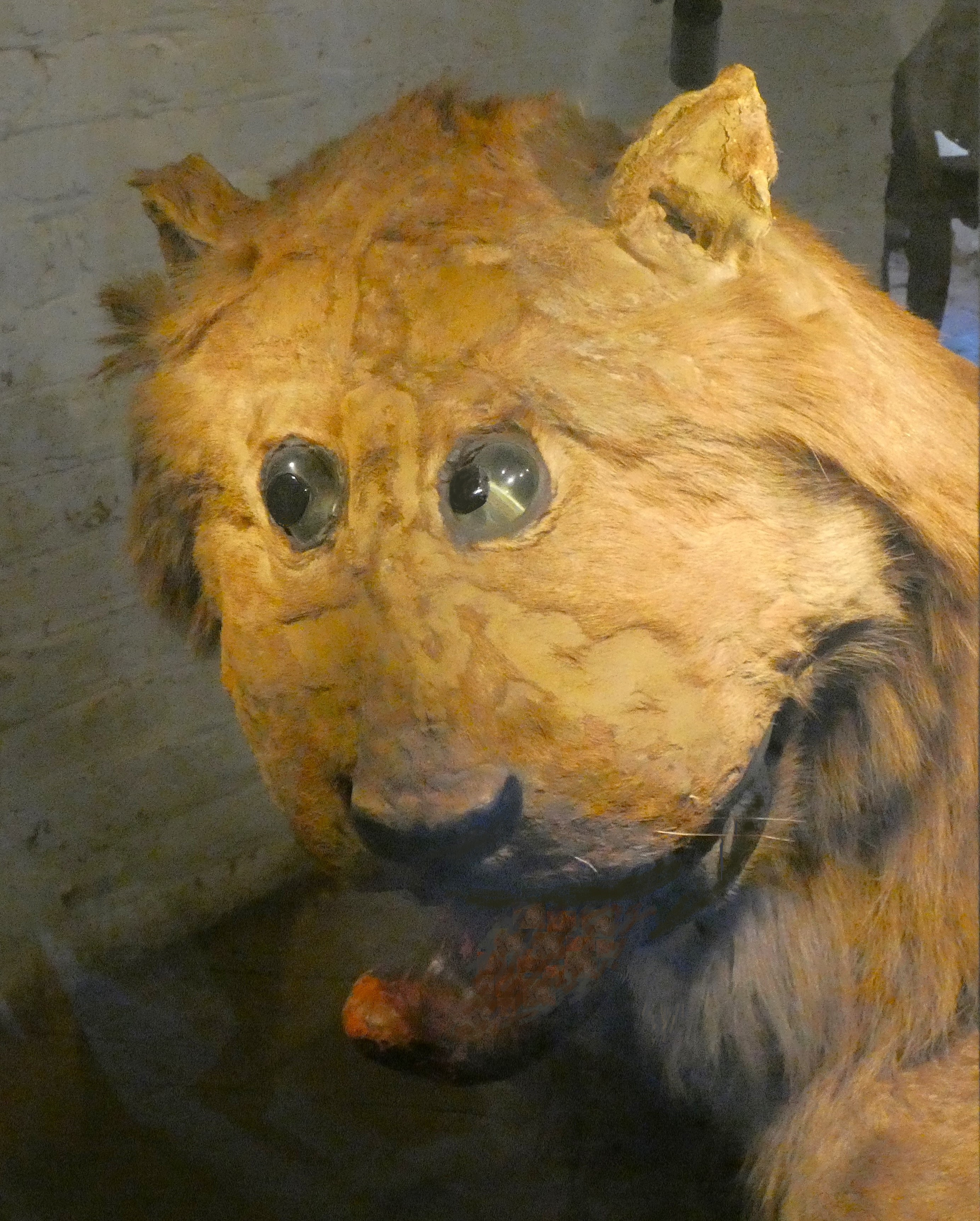
Primo piano del muso

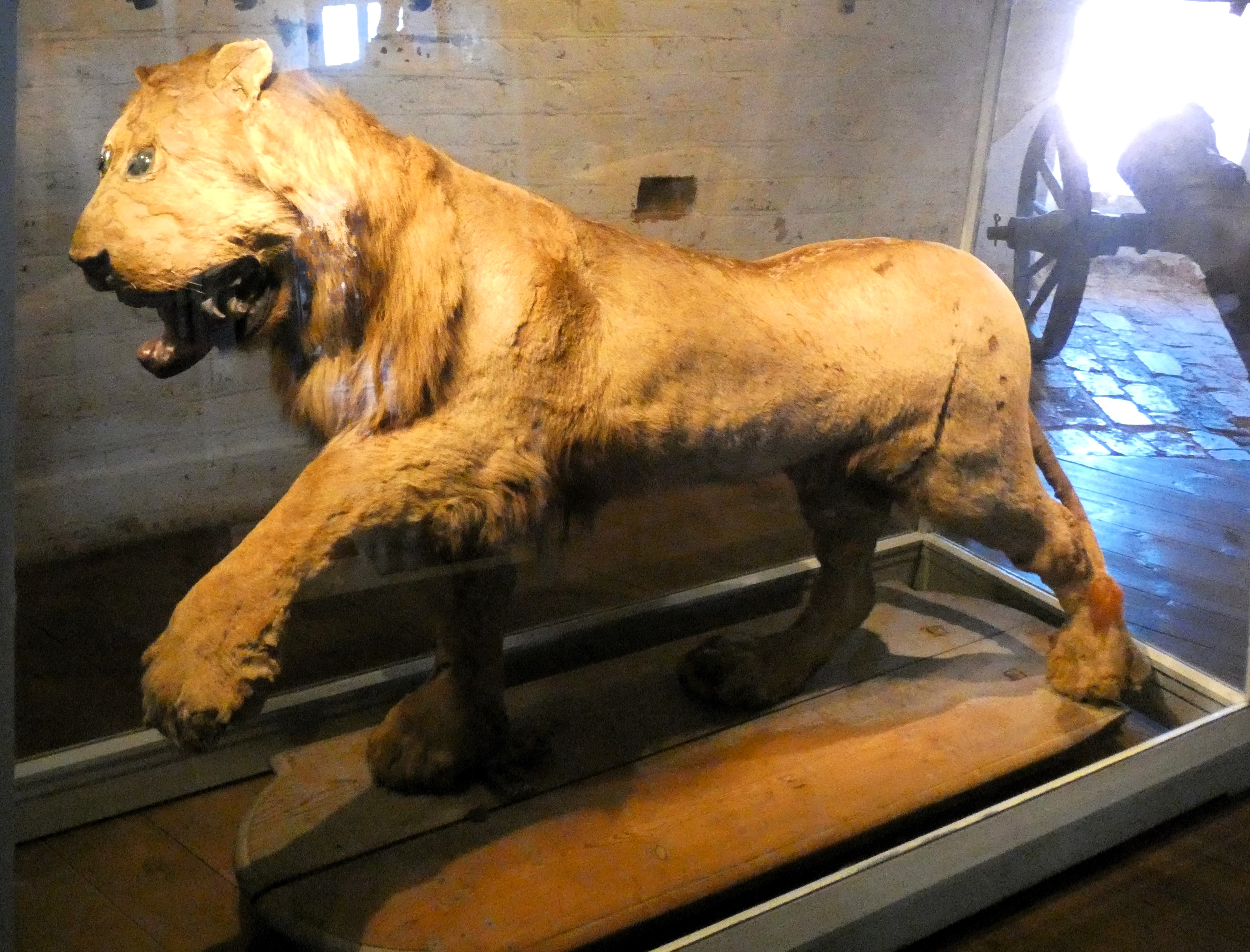
La fiera rampante

Il leone del castello di Gripsholm (in svedese Lejonet på Gripsholms slott), soprannominato Leo, è un leone impagliato risalente al diciottesimo secolo e collocato nell'armeria del castello di Gripsholm, a Mariefred, in Svezia. Gli occhi ravvicinati, i denti finti e la lingua dalla bizzarra conformazione conferiscono all'animale un'apparenza involontariamente grottesca, rendendolo un esempio di pessima tassidermia.

## Storia
Non è chiara la storia del leone oggi conservato nel castello di Gripsholm. Stando alla versione più accreditata, nel 1731, il bey d'Algeri si presentò dal re Federico I offrendogli come dono un leone, uno dei primi mai visti in Scandinavia, come segno di gratitudine per gli aiuti concessi dalla Svezia ai naviganti algerini. Quando era in vita, il leone viveva in una gabbia vicina al Junibacken, a Stoccolma. La storia sembra però in parte contraddetta da quanto afferma il sito ufficiale del castello di Gripsholm, stando al quale l'animale venne presto donato all'elettore di Sassonia.
I resoconti ad esso dedicati vogliono che, dopo la morte del felino, le sue parti non deperite, ovvero le ossa e la pelle, venissero inviate a un anonimo tassidermista. Dal momento che l'impagliatore non aveva idea di come fosse fatto un vero leone e non potendo consultare delle fonti raffiguranti tale animale (i pochissimi esemplari presenti in Europa vivevano in tenute signorili), egli fece il possibile per renderlo quanto più credibile e realistico, fallendo però nel suo intento. Secondo una teoria, il tassidermista avrebbe deformato volutamente il muso del leone in modo che, se visto lateralmente, risultasse temibile; si pensa inoltre che si fosse ispirato ai leoni araldici come sembrerebbero confermare la zampa anteriore sinistra sollevata e la lingua ricurva dell'animale.
Il leone è tornato in auge nel ventunesimo secolo, quando è diventato un fenomeno di Internet a causa del suo buffo aspetto.